# 2026-os labdarúgó-világbajnokság-selejtező (UEFA – J csoport)
A 2026-os labdarúgó-világbajnokság európai selejtező, J csoportjának eredményeit tartalmazó lapja. A csoportban a csapatok körmérkőzéses, oda-visszavágós rendszerben játszanak egymással. A csoport győztese kijut a világbajnokságra, a csoport második helyezettje pótselejtezőn vesz részt.
A csoportban Belgium, Wales, Észak-Macedónia, Kazahsztán és Liechtenstein szerepel.

## Tabella
| Hely. | Csapat          | M | Gy | D | V | G+ | G– | Gk | P | Továbbjutás                      |     | Észak-Macedónia | Wales     | Belgium  | Kazahsztán | Liechtenstein |
| ----- | --------------- | - | -- | - | - | -- | -- | -- | - | -------------------------------- | --- | --------------- | --------- | -------- | ---------- | ------------- |
| 1.    | Észak-Macedónia | 4 | 2  | 2 | 0 | 6  | 2  | +4 | 8 | Kijut a 2026-os világbajnokságra |     | —               | 1–1       | 1–1      | okt. 13.   | szept. 7.     |
| 2.    | Wales           | 4 | 2  | 1 | 1 | 10 | 6  | +4 | 7 | Pótselejtezőn vesz részt         |     | nov. 18.        | —         | okt. 13. | 3–1        | 3–0           |
| 3.    | Belgium         | 2 | 1  | 1 | 0 | 5  | 4  | +1 | 4 |                                  |     | okt. 10.        | 4–3       | —        | szept. 7.  | nov. 18.      |
| 4.    | Kazahsztán      | 3 | 1  | 0 | 2 | 3  | 4  | −1 | 3 |                                  | 0–1 | szept. 4.       | nov. 15.  | —        | okt. 10.   |               |
| 5.    | Liechtenstein   | 3 | 0  | 0 | 3 | 0  | 8  | −8 | 0 |                                  | 0–3 | nov. 15.        | szept. 4. | 0–2      | —          |               |

## Mérkőzések
A csoportok sorsolását 2024. december 13-án tartották Zürichben. A menetrendet az UEFA a sorsolást követően, aznap közzétette. Az időpontok közép-európai idő szerint, zárójelben helyi idő szerint értendők.
| 2025. március 22. 15:00 |

| Liechtenstein | 0–3               | Észak-Macedónia                       |
| ------------- | ----------------- | ------------------------------------- |
|               | (0–2) Jegyzőkönyv | Trajkovski 7' Musliu 42' Miovszki 84' |

| Rheinpark Stadion, Vaduz Nézőszám: 4.094 Játékvezető: Mykola Balakin (ukrán) |

| 2025. március 22. 20:45 (19:45 UTC+0) |

| Wales                           | 3–1               | Kazahsztán                |
| ------------------------------- | ----------------- | ------------------------- |
| James 9' Davies 47' Matondo 90' | (1–1) Jegyzőkönyv | Tagybergen 32' (11-esből) |

| Cardiff City Stadion, Cardiff Nézőszám: 32.473 Játékvezető: Donatas Rumšas (litván) |

| 2025. március 25. 20:45 |

| Liechtenstein | 0–2               | Kazahsztán                  |
| ------------- | ----------------- | --------------------------- |
|               | (0–2) Jegyzőkönyv | Samorodov 42' Marochkin 45' |

| Rheinpark Stadion, Vaduz Nézőszám: 1.123 Játékvezető: John Beaton (skót) |

| 2025. március 25. 20:45 |

| Észak-Macedónia | 1–1               | Wales        |
| --------------- | ----------------- | ------------ |
| Miovszki 90+1'  | (0–0) Jegyzőkönyv | Brooks 90+6' |

| Toše Proeski Arena, Szkopje Nézőszám: 23.114 Játékvezető: Jérôme Brisard (francia) |

| 2025. június 6. 20:45 |

| Észak-Macedónia | 1–1               | Belgium       |
| --------------- | ----------------- | ------------- |
| Alioski 86'     | (0–1) Jegyzőkönyv | De Cuyper 28' |

| Toše Proeski Arena, Szkopje Nézőszám: 23 070 Játékvezető: Chris Kavanagh (angol) |

| 2025. június 6. 20:45 (19:45 UTC+1) |

| Wales                          | 3–0               | Liechtenstein |
| ------------------------------ | ----------------- | ------------- |
| Rodon 40' Wilson 65' Moore 68' | (1–0) Jegyzőkönyv |               |

| Cardiff City Stadion, Cardiff Nézőszám: 30 646 Játékvezető: Anastasios Papapetrou (görög) |

| 2025. június 9. 16:00 (19:00 UTC+5) |

| Kazahsztán | 0–1               | Észak-Macedónia |
| ---------- | ----------------- | --------------- |
|            | (0–1) Jegyzőkönyv | Trajkovski 33'  |

| Asztana Aréna, Asztana Nézőszám: 27 694 Játékvezető: Filip Glova (szlovák) |

| 2025. június 9. 20:45 |

| Belgium                                                    | 4–3               | Wales                                          |
| ---------------------------------------------------------- | ----------------- | ---------------------------------------------- |
| Lukaku 15' (11-esből) Tielemans 19' Doku 28' De Bruyne 88' | (3–1) Jegyzőkönyv | Wilson 45+7' (11-esből) Thomas 51' Johnson 70' |

| Baldvin király Stadion, Brüsszel Nézőszám: 33 653 Játékvezető: Irfan Peljto (bosznia-hercegovinai) |

| 2025. szeptember 4. 16:00 (19:00 UTC+5) |

| Kazahsztán | –           | Wales |
| ---------- | ----------- | ----- |
|            | Jegyzőkönyv |       |

|  |

| 2025. szeptember 4. 20:45 |

| Liechtenstein | –           | Belgium |
| ------------- | ----------- | ------- |
|               | Jegyzőkönyv |         |

|  |

| 2025. szeptember 7. 18:00 |

| Észak-Macedónia | –           | Liechtenstein |
| --------------- | ----------- | ------------- |
|                 | Jegyzőkönyv |               |

| Toše Proeski Arena, Szkopje |

| 2025. szeptember 7. 20:45 |

| Belgium | –           | Kazahsztán |
| ------- | ----------- | ---------- |
|         | Jegyzőkönyv |            |

|  |

| 2025. október 10. 16:00 (19:00 UTC+5) |

| Kazahsztán | –           | Liechtenstein |
| ---------- | ----------- | ------------- |
|            | Jegyzőkönyv |               |

|  |

| 2025. október 10. 20:45 |

| Belgium | –           | Észak-Macedónia |
| ------- | ----------- | --------------- |
|         | Jegyzőkönyv |                 |

|  |

| 2025. október 13. 20:45 |

| Észak-Macedónia | –           | Kazahsztán |
| --------------- | ----------- | ---------- |
|                 | Jegyzőkönyv |            |

| Toše Proeski Arena, Szkopje |

| 2025. október 13. 20:45 (19:45 UTC+1) |

| Wales | –           | Belgium |
| ----- | ----------- | ------- |
|       | Jegyzőkönyv |         |

| Cardiff City Stadion, Cardiff |

| 2025. november 15. 15:00 (19:00 UTC+5) |

| Kazahsztán | –           | Belgium |
| ---------- | ----------- | ------- |
|            | Jegyzőkönyv |         |

|  |

| 2025. november 15. 18:00 |

| Liechtenstein | –           | Wales |
| ------------- | ----------- | ----- |
|               | Jegyzőkönyv |       |

|  |

| 2025. november 18. 20:45 |

| Belgium | –           | Liechtenstein |
| ------- | ----------- | ------------- |
|         | Jegyzőkönyv |               |

|  |

| 2025. november 18. 20:45 (19:45 UTC+0) |

| Wales | –           | Észak-Macedónia |
| ----- | ----------- | --------------- |
|       | Jegyzőkönyv |                 |

| Cardiff City Stadion, Cardiff |